# デュレク・ベレット
デュレク・ベレット（Durek Verrett、1974年11月17日 - ）は、アメリカ合衆国の実業家、作家であり自称シャーマンである。ノルウェー王女マッタ・ルイーセの2人目の夫。
対面またはオンラインでヒーリングやメディテーションをクライアントに提供しており、セレブではグウィネス・パルトロー、セルマ・ブレア、ニーナ・ドブレフ、ジミー・チェンバレンなどがクライアントとして知られる。
ノルウェー王女との交際でも有名だが、同国のメディアからは詐欺師として批判されている。彼の唯一の著書についても「ナンセンス、無価値、下ネタ」、あるいは「狂人のたわごと」と評されている。

## バックボーン
ベレットはサクラメントに近いフォスターシティで生まれ育ち、2014年に出生名のデュレク・デイヴィッド・ベレットからいまのデュレク・ベレットに名前を変えた。ベレットによれば彼は一族で六代目のシャーマンである。また母はノルウェイ人とインド人を祖先に持ち、父はハイチ系だと主張している。2009年のインタビューでは「ハイチのブードゥーとノルウェイの伝統医学にルーツを持っている」と語っている。歴史研究者のマリーン・ケーニグ(Marlene Koenig)によれば、ベレットの父方の祖先は200年前までさかのぼってもルイジアナ、ヴァージニア、ジョージアに縁があり、ハイチとのつながりは全くない。ベレットの父はデイヴィッド・ベンジャミン・ベレット（1929年生まれ、ニューオーリンズ出身）、母はその最初の妻であるシェイラ・G・ファーマー（1943年生まれ、マンハッタン出身）である。母はその後、ヴェルーシュカ・ウルクハート(Veruschka Urquhart)の名をなのっている。ベレットにはアンジェリーナ・ベアトリス（1973年生まれ）という姉がいる。
ベレットは、アメリカで自分が主催したパーティーの会場だった廃屋の放火事件により、5年の懲役の有罪判決を受けたと語っている。彼によれば、仮釈放されるまで実際に1年間、服役していたという。
ベレットには過去にロサンゼルス在住のチェコ国籍の女性との結婚歴がある。2人は2005年に結婚したが、そのとき彼女は21歳だった。2008年に、ベレットは当時の妻が出入国管理局に不法滞在者として摘発され、収監したのち国外退去処分になったことを明かしている。ベレットは2009年に離婚したが、後に彼は妻から「搾取」されていたと語った。ベレットにはハンク・グリーンバーグという名のマッサージ師のボーイフレンドもいた。2015年には結婚を予定していたが、結局その前に２人は婚約を解消した。グリーンバーグは後にベレットが人の心を操るのがたくみなだけでなく、粗暴で身の危険を感じたと告発している。ベレットは当時マネージャーであったティアナ・グリエゴ(Tiana Griego)と6年間同棲していたが、彼女は次のような証言をしている。「デュレクは私の全人生をコントロールした。まるで彼の目に止まるもの全てに嫉妬しているかのようだった。私にはまじめな恋愛関係を築くことも息子を育てることも許されなかった。結局はデュレクがすべてだった」。

## キャリア
ベレットは一時期モデルとしても活動しており、テレビ番組にも出演歴がある。バニティ・フェア誌は、ベレットが両性愛者であり、かつ多岐にわたる初期のキャリアが「新世代のシャーマンという彼のブランドをセレブたちに売り込むのに役立ち、それで彼はある意味この界隈で名を挙げたのである」と評している。
ベレットの公式ウェブサイトでは、彼のシャーマニズムを伝道するスタイルについて「実用的」(no nonsense)と表現している。まったくの素人だけでなくよりスピリチュアル的に段階の進んだ人やその中間にいるすべての人に向けて、スピリチュアル的なものを身に着け理解できるようにすることで、その神秘性をはぎとった、とベレットは主張している。ベレットによれば自分の「真のミッションは古代で実践されていたシャーマニズムをメインストリームに持ち込み、自己と他者を愛し受け入れることで人々が『光を得る』のを手助けすること」なのである。
ベレットは「クロアチアのスザンナ・フォン・ラディチ王女」を名乗るアメリカ人女性からスピリチュアルなイニシエーションを受けたと証言している。ただしファクトチェックを行うwebサイト「Vantrú」によれば、この女性は「王女を自称する詐欺師」である。
ベレットはイスラエルのシャミル医療センターで勤務していたとも語っているが、病院側はそのような事実はないと否定している。
2019年、ベレットの著書『Spirit Hacking』がノルウェーで刊行される予定だったが、大手出版社のカペレン・ダムが内容に関する懸念から出版予定の一週間前に出版をとりやめ、後にもっと小規模な出版社から刊行されることになった。本書でベレットは、化学療法ががん患者に使われるのは、医者が患者を助けたいのではなく金儲けができるからだと主張している。また不特定多数とのカジュアルなセックスは地下の精霊をひきよせ、女性の膣の中に痕跡を残してしまうのだが、ベレットはそれを「きれいにする」エクササイズを有償で提供している。さらにベレットは原子を回転させることにより、文字通り年齢を下げられると主張してもいる。ノルウェーの大手紙タクプラデットは、この本について「狂人のたわごと」と評価し、ヴェルデンス・ガング紙は「ナンセンス、無価値、下ネタ」だらけであり、オリジナリティもなく「（ニューエイジのような）オルタナティブ・カルチャーの最もシニカルな側面を焼き直している」だけと評している。
『Spirit Hacking』のなかでベレットは自分が27歳としてよみがえったと主張している。またアメリカ同時多発テロも事件が起こる2年前から予知していたが、全ての人が「運命を受け入れ」なければならず、そこに介入するのは自分の役割ではないため介入はしなかった。
ベレットは自分がレプティリアンであると語り、さらにこう述べている。「私はレプティリアンとアンドロメダのハイブリッド種で、旧世界からきた古代の精霊のエネルギーを自らに宿している／私たちの種族については多くの嘘がはびこっている／私たちは存在のクラスター〔群れ〕であり、それが何を意味するかといえば、私たちは人々の解放に資する構造をつくりだすためにここにいる／レプティリアンはこのシステムを完全に刷新するためにここにいる」。さまざまな分野の過激派を研究するジョン・ファーセス(John Færseth)によれば、ベレットのレプティリアン観は、デイビッド・アイクが提唱したレプティリアンによる陰謀説がベースになっている。
ベレットは、第5世代移動通信システム（5G）に関するテクノロジーは、「この星を奴隷化しようとする存在」による陰謀という考えも語っている。

## ノルウェー王女との交際・再婚
ベレットはノルウェー王女のマッタ・ルイーセ（国王ハラール5世長女）と交際しており、2022年には婚約を発表した。２人の交際は一挙手一投足がメディアを通じて観察され、多くのノルウェー人がベレットを「いかさま師」と呼んでその交際に反対している。ベレットもルイーセ王女も、２人の交際が歓迎されていないことは承知しており、そのことに様々なニュースメディアでオープンな反応をみせている。ベレットはまだ自分が幼いころに母親がノルウェー王女との婚姻を予知していたと主張している。
ノルウェー国内ではベレットは強い批判にさらされており、ノルウェーのメディアや識者からは「詐欺師」として扱われている。マッタ・ルイーセとベレットは共同で2019年に「プリンセスとシャーマン」と題したセミナーを開催し、多方面から批判を浴びた。
2023年9月13日、マッタ・ルイーセと2024年8月31日に結婚することを連名で発表、ノルウェー西部ガイランゲルで複数のスウェーデン王室メンバーや米国のモデルらが出席して結婚式が行われた。
マッタ・ルイーセ王女との結婚について「運命だった」と主張し、2024年8月には米メディア『People.com』のインタビューに応じ、「私達は古代エジプトの前世で出会った。彼女は私の女王で、私はファラオ（王）だった」と語っている。

## 著名な出版物
- Spirit Hacking: Shamanic Keys to Reclaim Your Personal Power, Transform Yourself, and Light Up the World (Ed. St. Martin's Essentials, 2019).[39] ISBN 1250217105